# Eitel Cantoni
Eitel Danilo Cantoni (Montevideo, Uruguay, 4 de octubre de 1906-ibídem, 6 de junio de 1997) fue un piloto de automovilismo uruguayo. Compitió en la temporada 1952 de Fórmula 1 en tres carreras, terminando una. Posteriormente compitió en carreras de resistencia.
En el Gran Premio de Italia de 1952, además de obtener su mejor resultado (11°), obtuvo su mejor posición en una parrilla de salida (vigesimotercera plaza). Compitió en Fórmula 1, 79 vueltas, unos 564 kilómetros.
Antes de competir en la Fórmula 1 corrió en los Grand Prix, incluyendo la única carrera que se realizó en Chile en 1950 donde obtuvo el tercer lugar, siendo superado por los argentinos Juan Manuel Fangio y Froilán González, superando al popular corredor local Bartolomé Ortiz.

## Resultados

### Fórmula 1
(Clave) (negrita indica pole position) (cursiva indica vuelta rápida)

| Año         | Escudería              | 1   | 2   | 3   | 4   | 5       | 6       | 7   | 8      | Pos. | Puntos |
| ----------- | ---------------------- | --- | --- | --- | --- | ------- | ------- | --- | ------ | ---- | ------ |
| 1952        | Escudería Bandeirantes | SUI | 500 | BEL | FRA | GBR Ret | GER Ret | NED | ITA 11 | NC   | 0      |
| Referencia: |                        |     |     |     |     |         |         |     |        |      |        |